# 竜鉄也
竜 鉄也（りゅう てつや、本名：田村 鐵之助（たむら てつのすけ）、1936年1月1日 - 2010年12月28日）は、日本の歌手。奈良県吉野郡生まれ。

## 経歴
3歳の頃に岐阜県吉城郡上宝村（現在の高山市）に引越し、中学2年生の頃に失明する。その後手術を受け、視力回復に務める傍ら、マッサージの勉強をする。
1961年2月、満25歳で再び失明。その頃より独学で学んだアコーディオンを抱え、流しとして出発する。以後岐阜県の奥飛騨・高山地方を中心に演歌師を続ける傍ら、作詞・作曲も手がける。40歳前に郡上八幡で歌謡酒場「呑竜（どんりゅう）」を開くが、1979年に火事で全焼する。
1980年、デビュー曲「奥飛騨慕情」（トリオレコード）がロング・ヒット、ミリオンセラーを記録した。翌1981年には第32回NHK紅白歌合戦に生涯唯一の出場を果たす。
1983年にはバップレコードへ移籍。しかし、2000年頃に脳卒中で倒れた後、療養・リハビリに専念し歌手活動を断念していた。
2010年12月28日午前11時13分、クモ膜下出血により岐阜県高山市の病院で死去。74歳没。

## ディスコグラフィー

### シングル
1. 奥飛騨慕情（1980.6.25）
2. 紬の女（1981.4.25）
3. 哀愁の高山（1981.6.16）
4. 山の駅（1982.3.21）
5. 別れ雪（1982.10.5）
6. 人生二人三脚（1983.9.10）
7. 屋台酒（1985.5.29）
8. いのち灯（1986.7.21）
9. 勝負（1999.6.21）

## その他提供作品
- 裏町酒場 - 美空ひばり：作曲
- 奥飛騨の女 - 川中美幸：作詞・作曲

## 受賞歴
- 第23回日本レコード大賞・ロングセラー賞
- 第14回日本有線大賞・大賞

## 出演番組
- ザ・ベストテン（TBS）
- 夜のヒットスタジオ（フジテレビ）
- ザ・トップテン（日本テレビ）
- 演歌の花道（テレビ東京）

ほか多数

### NHK紅白歌合戦出場歴
| 年度/放送回               | 回 | 曲目       | 出演順 | 対戦相手 |
| ------------------------- | -- | ---------- | ------ | -------- |
| 1981年（昭和56年）/第32回 | 初 | 奥飛騨慕情 | 16/22  | 研ナオコ |

注意点
- 出演順は「出演順/出場者数」で表す。

## 竜鉄也を演じた俳優
- 大和田獏（ドラマ・女の手記「手さぐりの旅路」）

## 脚註
1. 1 2  「奥飛騨慕情」の竜鉄也さん死去 スポーツニッポン 2010年12月28日閲覧
2. ↑  昭和には「流し」という生き方があった… dot.ドット 朝日新聞出版(2016年9月2日)